# Hoplitosaurus marshi
Hoplitosaurus marshi es la única especie conocida del género extinto  Hoplitosaurus   (“gr. “lagarto  hoplita”) de dinosaurio tireóforo nodosaurido, que vivió a principios período Cretácico, hace aproximadamente 130 millones de años, en el Barremiense, en lo que es hoy Norteamérica.
Hoplitosaurus fue nombrado a partir de un esqueleto parcial encontrado en la Formación Lakota, en el condado Custer, Dakota del Sur. Es un género oscuro que ha estado en discusión a una cierta interpretación de sus restos dañados. Aunque había una propuesta para considerarlo sinónimo con Polacanthus en los ochenta y principio de los 90, Hoplitosaurus se ha validado como género válido no obstante pobremente conocido en revisiones más recientes. 

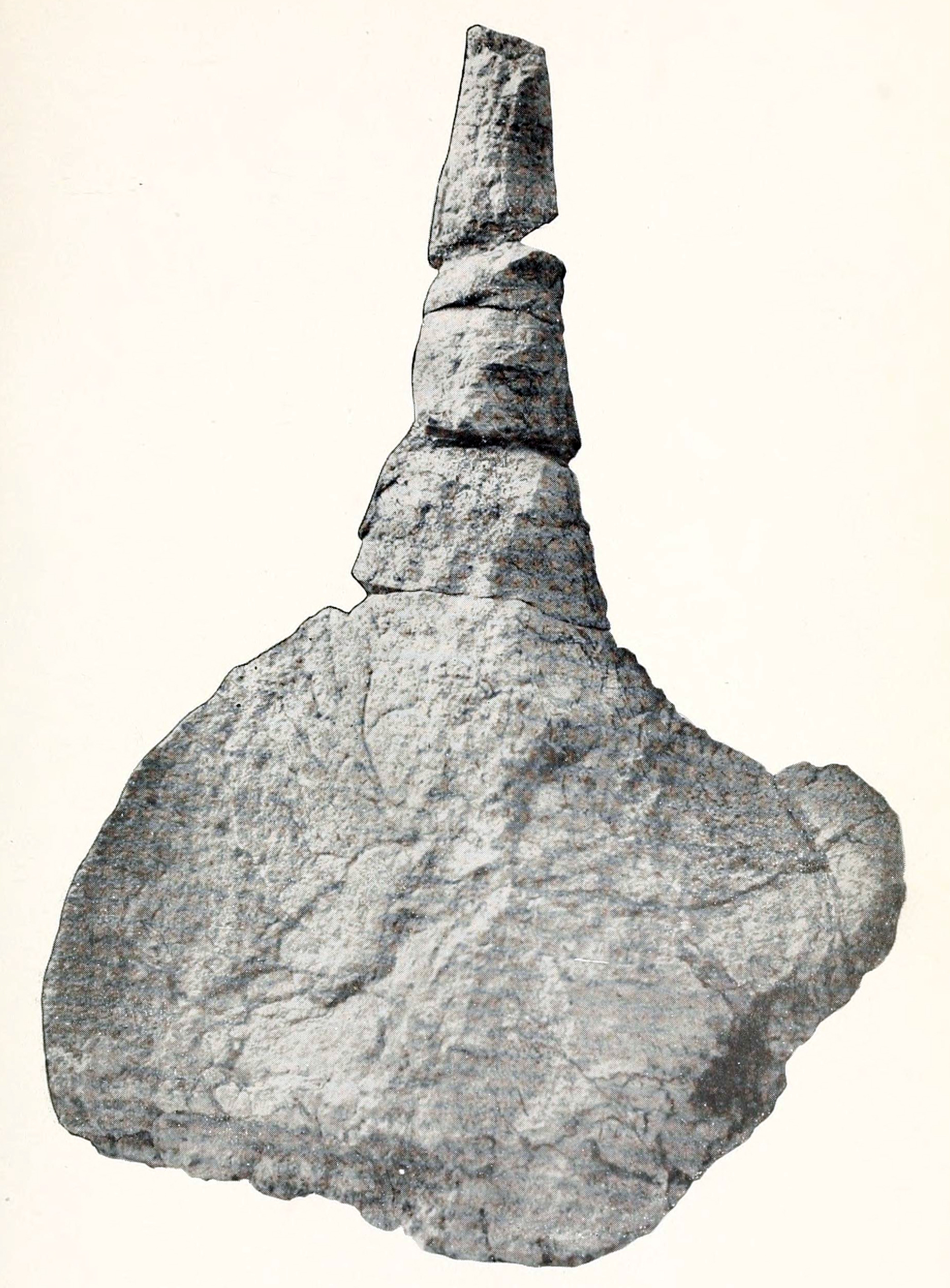
Placa de espina pectoral.

Hoplitosaurus según Gilmore llegó a medir 1,2 metros de alto a las caderas y un largo de alrededor de 5 metros. Habría sido un herbívoro cuadrúpedo, comiendo a ras del piso, con la armadura como su defensa principal. Blows en 2001 reconsideró los osteodermos en la luz de nuevos datos sobre dinosaurios Polacanthinae, y dividiéndolas en las siguientes categorías, Espinas pectorales, espinas presacrales, una combinación de Espinas y placas en la región sacral, placas caudales altas, asimétricas, huecas, pequeños a grandes osículos sólidos llenando los espacios. Un punto de discusión resultó ser la falsa porra de la cola. En el Polacanthus, éste resulta de una interpretación de vértebras caudales, de tendones osificados, y armadura, no estando claro en que se basa el informe en Hoplitosaurus, que tenía espinas dorsales y puntas muy prominentes.
El espécimen holotipo, USNM 4752, fue descubierto en 1898 por N. H. Darton, cerca de Buffalo Gap Station, y consiste en las costillas, vértebras caudales, parte de un escapulocoracoide derecho, piezas de ambos húmeros, un fémur derecho, y una variedad de osteodermos de la armadura incluyendo espinas. Frederick Lucas lo describió abreviadamente en 1901 como nueva especie de Stegosaurus, con el nombre de S marshi, pero al año siguiente le dio al material que su propio género. Charles W. Gilmore describió completamente el material en 1914.
William T. Blows y Javier Pereda-Suberbiola consideraron el género sinónimo de Polacanthus, creando la nueva especie Polacanthus marshii, pero esto ha sido desde entonces rechazado. Ken Carpenter y James Kirkland observaron que muchas de las semejanzas entre los dos estaban más extendidas entre los anquilosáuridos o fueron basadas en daño a los huesos, tales como algunos caracteres femorales.
Sin embargo, su semejanza a Polacanthus se ha observado desde que Lucas lo publicara en 1901, los dos eran similares en la armadura, aunque a Hoplitosaurus le falta el blindaje sacral encontrado en Polacanthus. Hoy, ambos se consideran como pertenecientes a Ankylosauria en Polacanthinae o  Polacanthidae, dependiendo de la preferencia de la clasificación, o anquilosaurianos de posición incierta.